# 125 Greenwich Street
125 Greenwich Street (también conocida como 22 Thames Street) es un rascacielos residencial en espera en el Distrito Financiero del Bajo Manhattan, en Nueva York (Estados Unidos). La torre se encuentra a dos cuadras al sur del One World Trade Center en el sitio del antiguo edificio de Western Electric, y directamente frente al sitio del demolido Deutsche Bank Building. El edificio fue diseñado por el arquitecto Rafael Viñoly, con interiores diseñados por el dúo británico March & White. Si se completa, la torre se mantendría a una altura de 278 m, lo que lo convierte en el 20.º edificio más alto de la ciudad.

## Historia
En septiembre de 2014 se anunció que la torre tendría una altura de 413 m, con 77 pisos y 128 unidades residenciales. La fundación del edificio se completó en junio de 2016. En 2017 la altura del edificio se revisó a 278 m, con 88 pisos y 273 unidades.

## Arquitectura
La torre tiene esquinas claramente redondeadas con vidrio curvo desde el piso hasta el techo. El edificio está casi libre de columnas y dos muros de corte en forma de I que corren verticalmente a través de la esbelta torre sostienen los pisos del edificio. Los tres pisos superiores contienen comodidades que incluyen espacio de entretenimiento, comedores privados, un gimnasio, una piscina de entrenamiento y un spa. El edificio tiene 273 apartamentos, cada uno con tres habitaciones.